# Dolina Trzydniowiańska

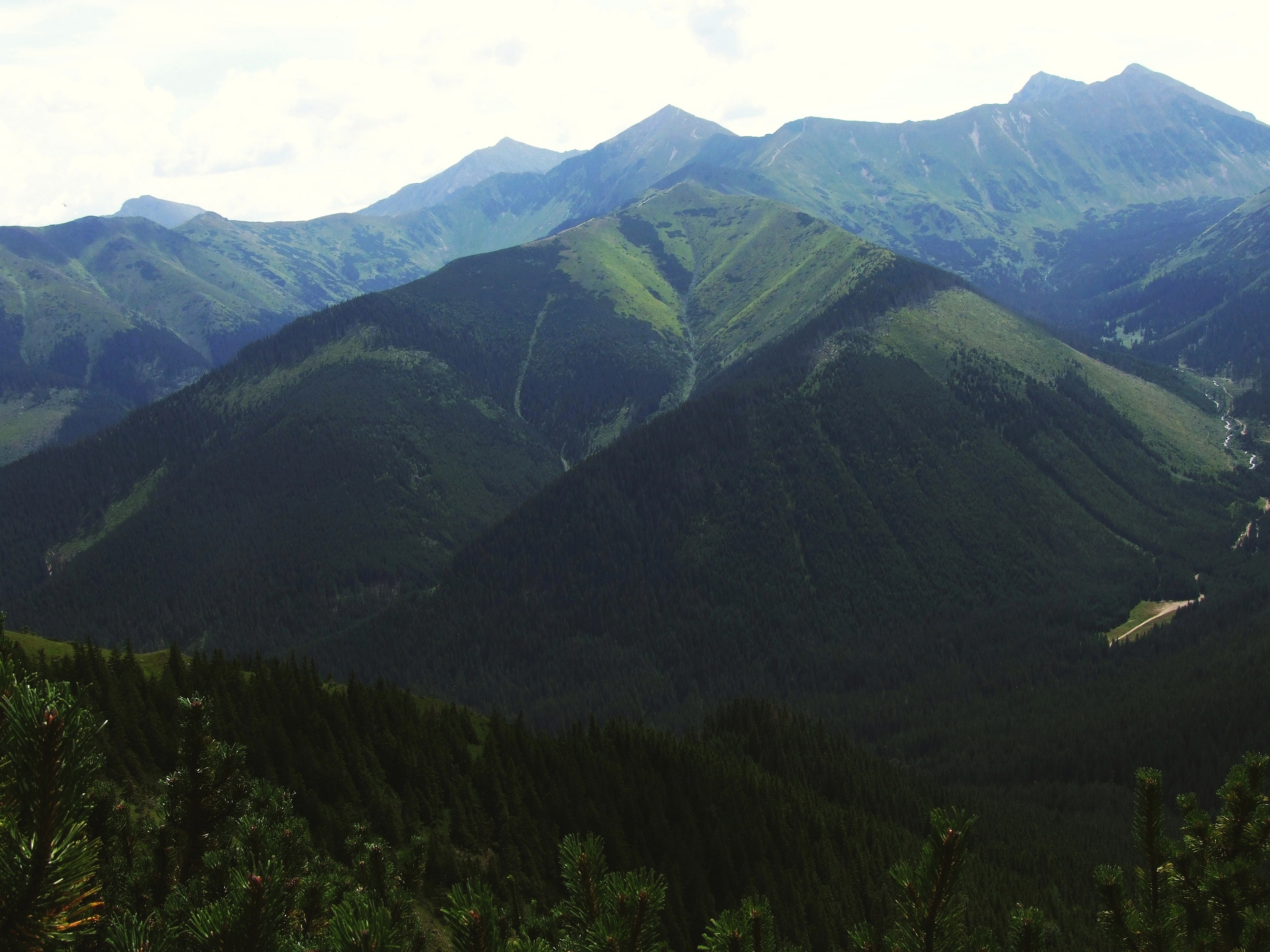
Blick vom Bobrowiec

Die eiszeitlich durch Gletscher geformte Dolina Trzydniowiańska ist ein Tal in der polnischen Westtatra in der Woiwodschaft Kleinpolen. Es befindet sich auf dem Gemeindegebiet von Kościelisko im Powiat Tatrzański.

## Geographie
Das Tal ist ein  Seitental des Haupttals Dolina Chochołowska. Es befindet sich im Massiv des Trzydniowiański Wierch.
Durch das Tal fließt der Gebirgsbach Ptasiniec, der zahlreiche Wasserfälle bildet.

## Etymologie
Der Name lässt sich übersetzen als „Tal der drei Tage“. Die Genese des Namens ist nicht geklärt. Vor dem 19. Jahrhundert wurde es Trąbowa Dolinka genannt. Dieser Name ging auf die Góralenfamilie Trąbka aus Morawczyna zurück, die Almrechte an dem Tal hatte. Die Alm Hala Trzydniówka bestand bis ca. 1925.

## Flora und Fauna
Das Tal liegt oberhalb und unterhalb der Baumgrenze und wird von Nadelwald bewachsen. Das Tal ist Rückzugsgebiet für zahlreiche Säugetiere und Vogelarten.

## Klima
Im Tal herrscht Hochgebirgsklima.